# Lips Are Movin
«Lips Are Movin» —literalmente en español: labios moviéndose— es una canción interpretada por la cantante estadounidense Meghan Trainor, incluida en su  álbum de estudio debut, Title. Trainor la compuso junto a Kevin Kadish, quien también la produjo. Epic lo publicó como el segundo sencillo del álbum el 21 de octubre de 2014.
El tema recibió buenos comentarios por parte de la crítica, quienes compararon el estilo de la canción con el de «All About That Bass», y se le reconoció como la canción que desencasillaba a Trainor de su estado de one-hit wonder. Jessica Lever, de 4Music, lo llamó «otro clásico del pop» y dijo que con el mismo descaro de su debut, también va a sacudir el mundo de la música. También tuvo un buen recibimiento comercial, al lograr estar entre los cinco primeros de las listas de Estados Unidos, Reino Unido, Australia, Irlanda, Nueva Zelanda y España, y conseguir el top 10 en otros territorios.
La intérprete publicó el vídeo musical del sencillo el 19 de noviembre y fue dirigido por Philip Andelman, con la financiación de Hewlett-Packard, además de contar con la participación de varios influencers de redes sociales. Para promocionar el tema, Trainor lo interpretó en distintos eventos, tales como The Tonight Show Starring Jimmy Fallon, The Voice de Estados Unidos, y en el Macy's Thanksgiving Day Parade en Nueva York.

## Antecedentes y descripción

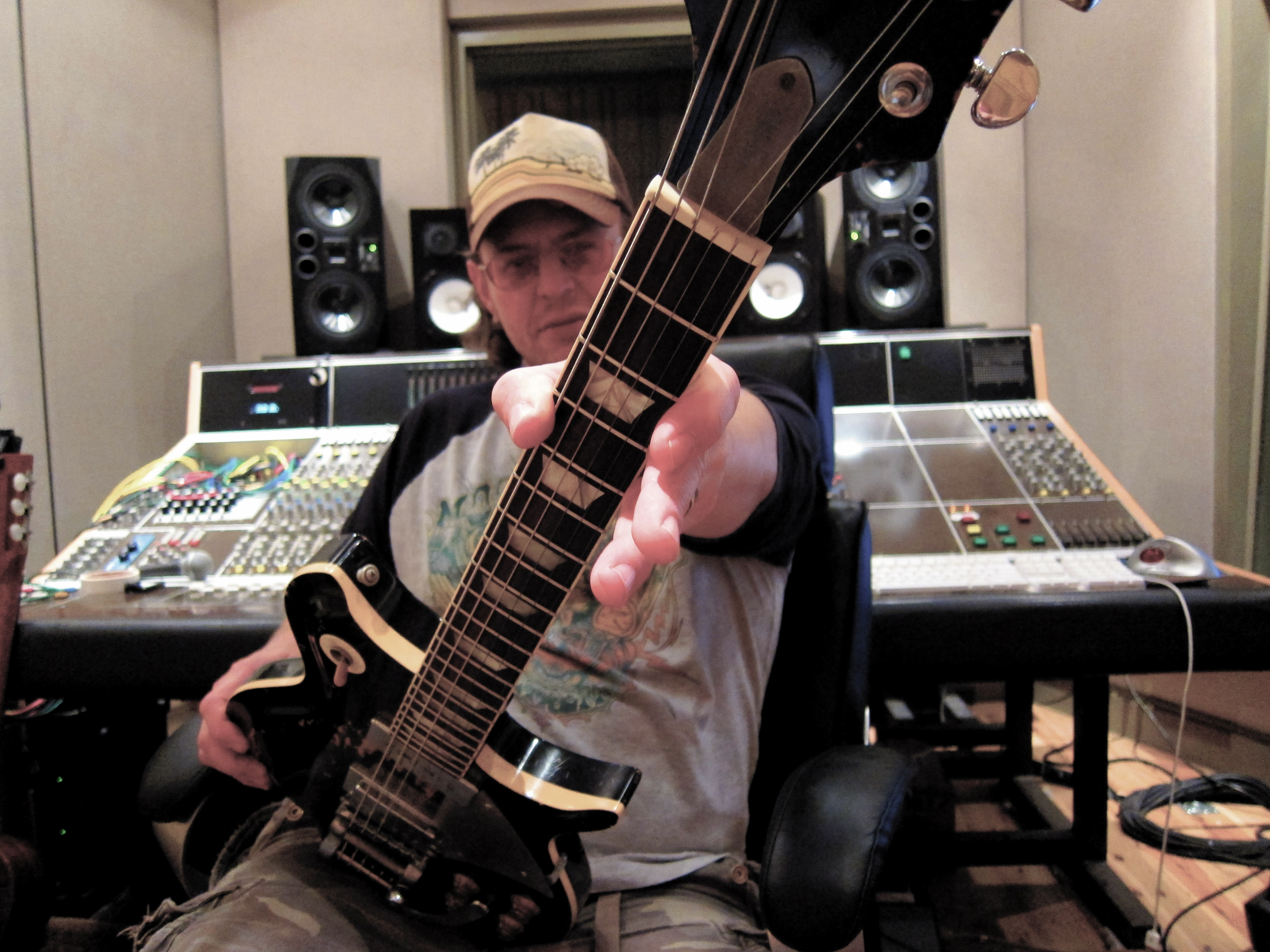
Kevin Kadish, compuso junto a Trainor la canción en solo ocho minutos.

Trainor y el compositor y productor del tema, Kevin Kadish, se unieron para escribir «Lips Are Movin», la cual estuvo lista en tan solo ocho minutos. En octubre de 2014, las canciones «Title» y «Dear Future Husband», se habían considerado como el próximo sencillo, sucesor de «All About That Bass», sin embargo el 14 de octubre, «Lips Are Movin» se lanzó oficialmente en la radio contemporánea de Estados Unidos, además se ofreció el servicio de «primera escucha» por medio de la aplicación móvil Shazam, en el sitio web de MTV, se estrenó el audio original completo al día siguiente.
«Lips Are Movin» pertenece a los géneros doo-wop y bubblegum pop, se utiliza un formato de «medio canto / medio rapeo», con una melodía de retro soul y una percusión pesada, Un editor de VH1, describió al tema como «una pista luchadora y optimista» que tiene «algunas letras valientes». De acuerdo con James Cowan de Canadian Business, la canción comparte la misma línea que su predecesor «All About That Bass». Musicalmente, el tema es comparado «Candyman» (2007) de Christina Aguilera. La canción está escrita en la tonalidad sol mayor. El registro de Trainor se extiende desde F8 hasta G5. Epic Records lo lanzó como el segundo sencillo del álbum Title el 21 de octubre de 2014, como descarga digital, en Alemania, se lanzó como sencillo en CD el 13 de febrero de 2015.

## Recepción

### Comentarios de la crítica
«Lips Are Movin» contó con reseñas favorables en su mayoría. Algunos críticos compararon su estilo con el de su predecesor «All About That Bass», Christina Garibaldi de MTV News se refirió al tema como un «himno pegadizo de chicas destinado a ser otro éxito». Jessica Lever, de 4Music, lo llamó «otro clásico del pop» y dijo que con el mismo descaro de su debut, también va a sacudir el mundo de la música. Un editor de la revista musical Billboard denominó al tema como una «pista alegre» y señaló que «va en la misma vena de "All About That Bass"», que deletrea grandes cosas que Trainor encuentra al cantar la canción. Megan Friedmand de Seventeen señaló que el tema «golpea con el mismo palo». La editora, además disfrutó de la referencia de «All About That Bass» en la letra de «Lips Are Movin». Bill Lamb de About.com, le dio a la pista cuatro estrellas de cinco, y la llamó una canción «inspirada en el sonido de grupos de chicas», sin embargo Lamb destaca que aunque la canción no se llevará a nadie, «es un segundo acto sólido» y que no hay que esperar que Trainor abandone la radio pronto.

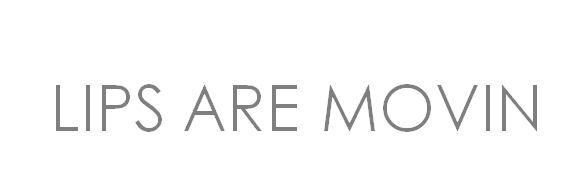
Título en la portada.

Stefan Kyriazis de Daily Express, declaró que con la canción, la artista cambió de ser una one hit wonder a una «nueva clase de pop star». Brian Mansfield de USA Today, declaró que aunque «Lips Are Movin» carece de novedad, es una mejor grabación que «All About That Bass». Ben Rayner del periódico canadiense Toronto Star, dijo que «Lips Are Movin» es blanqueada en una «papilla bastante anodina» y que las líneas lujosas y el hip hop que están presentes en la canción, son «pura apariencia estética». En una crítica mixta, Nolan Feeney de la revista Time dijo que la pista sonaba demasiado similar a su predecesora; ella escribió: «de su sonido retro a sus aplausos y cantos post-coros "Lips Are Movin" parece diseñado para ordeñar el éxito de su reciente trabajo».
Sarah Lipoff de PopSugar, escogió a «Lips Are Movin» como la novena mejor canción del 2014.

### Recibimiento comercial

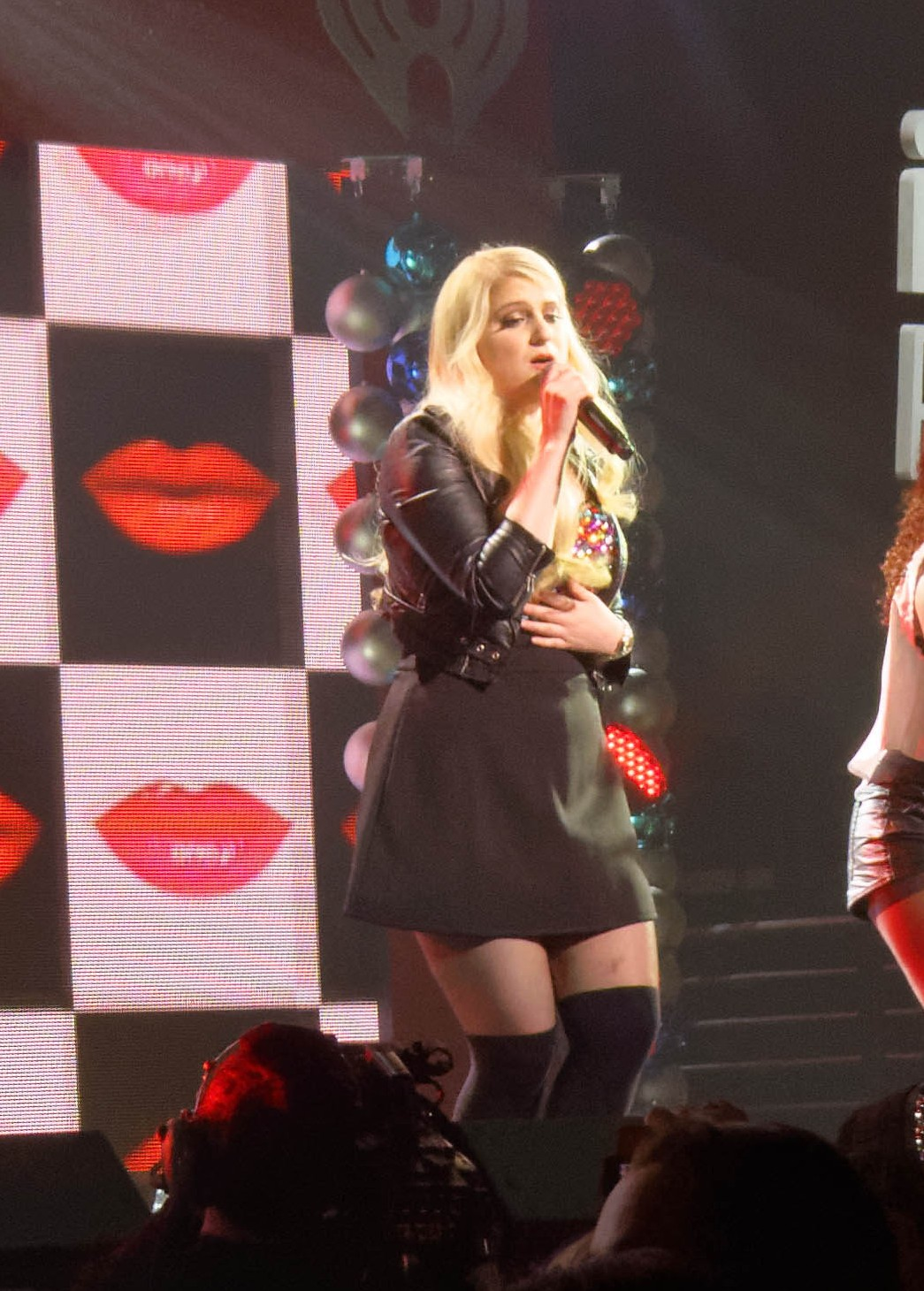
Trainor interpretando «Lips Are Movin» en el Jingle Ball Tour de 2014.

«Lips Are Movin» debutó en la posición noventa y tres de Billboard Hot 100 del 8 de noviembre de 2014, dos semanas después de su debut llegó a la posición cincuenta, subiendo veinte casillas desde la setenta. El 10 de diciembre de 2014, avanza de la posición trece al top diez en la octava casilla, debido a que vendió a 110 000 copias digitales, además de alcanzar la séptima casilla de Streaming Songs (por 7,8 millones de impresiones) y subir a la posición treinta y seis de Radio Songs. En la siguiente semana, el tema alcanza su máxima posición en la cuarta plaza, donde vendió 116 000 copias, además de mantener un buen desempeño en la radio y streaming. En total «Lips Are Movin», logró permanecer doce semanas consecutivas en el top diez, la Recording Industry Association of America (RIAA) le otorgó dos discos de platino por vender cerca de dos millones de copias legales en Estados Unidos. En Canadá, alcanzó la séptima posición del listado Canadian Hot 100, siendo su segundo sencillo entre los diez mejores, por tal motivo la Canadian Recording Industry Association (CRIA), le concedió dos discos de platino por 160 000 copias vendidas. En México, alcanzó la tercera posición de Monitor Latino para la música en inglés, siendo su segundo top cinco.
En Europa, el sencillo tuvo una recepción moderada, alcanzó los diez primeros en Alemania, Austria, Croacia, España, Hungría, Países Bajos y Polonia, a pesar de eso solo alcanzó a certificar, discos de oro, en España, así como en Dinamarca y Suecia (donde no figuró entre los diez más vendidos), otorgados por sus organismos respectivos. En Reino Unido, la canción ingresó a la lista UK Singles Chart en la posición ochenta y nueve, luego se retiró del conteo, hasta reingresar en la posición setenta y tres, luego se posicionó en la segunda casilla, solo detrás de «Uptown Funk» de Mark Ronson con Bruno Mars, y permaneció tres semanas en el top diez, además logró la segunda casilla en Escocia y la quinta en Irlanda. La British Phonographic Industry (BPI) le concedió un disco de plata por vender más de doscientos mil unidades en ese territorio.
En Australia, la canción debutó en la séptima posición, luego alcanzó la tercera y permaneció entre los diez primeros por once semanas seguidas, debido a eso logró ingresar a la lista de fin de año de 2014, en la posición sesenta y cuatro, aunado a eso la Australian Recording Industry Association (ARIA) le concedió dos discos de platino por ventas de 140 000 copias. En Nueva Zelanda, la canción logró la quinta posición de Recorded Music NZ, siendo su tercer top diez, tiempo después certificó un disco de platino por quince mil copias distribuidas en el país oceánico.

## Promoción

### Vídeo musical
El vídeo musical de «Lips Are Movin» fue filmado en Los Ángeles, California y estuvo dirigido por Philip Andelman, dicho vídeo se estrenó en la cuenta VEVO de Trainor el 19 de noviembre de 2014. El vídeo fue financiado por Hewlett-Packard, para promocionar el ordenador HP Pavilion, para garantizar que el vídeo fuese ampliamente compartido en la web, la agencia de publicidad 180LA, que estaba encargado de la parte creativa, reclutó a varios influencers —actores, bailarines y personalidades, con un número alto de seguidores en las redes sociales— algunos de los más destacados son los bailarines Les Twins y Chachi González, las estilistas Sara Escudero y Kristin Ess, y los actores estadounidenses Marcus Johns, Cody Johns, y Robby Ayala. Los realizadores plantearon que querían evolucionar el aspecto de «All About That Bass», sin alejarse de él.
En el vídeo musical, Trainor canta con un micrófono rojo delante de una pared azul en colores pastel; donde a veces se halla flanqueada por bailarines y pantallas de televisión. Lindsey Parker de Yahoo!, compara el vídeo con el cartel de The Rocky Horror Picture Show, así como comparó el sofá presente en el vídeo, con los utilizados en So You Think Can Dance?. El vídeo musical en menos de dos días había sido visto por 2,5 millones de personas. Andrew Hampp de Billboard, dijo que la producción del vídeo era «un hito histórico en el reino de YouTube», al ser el primero creado únicamente por influencers. Bradley Stern de Idolator llamó al vídeo una «inmaculada visual», y elogió la brillante y colorida imaginación de los creadores. Entre tanto un editor de MTV de Reino Unido, escribió que el clip continúa la misma línea de «All About That Bass», y que el vestido de gato de lentejuelas, era muy parecido al que Katy Perry usó en los MTV Europe Music Awards 2014.

### Actuaciones en directo
Trainor interpretó por primera vez en directo «Lips Are Movin» en el matutino de NBC Today el 5 de noviembre de 2014. El 26 de noviembre, Trainor realizó un popurrí de «All About That Bass» y «Lips Are Movin» en la final de la decimonovena temporada del programa Dancing with the Stars de Estados Unidos. Un día después interpretó el tema en el Macy's Thanksgiving Day Parade en Nueva York. También interpretó la pista, como repertorio del Jingle Ball Tour de 2014. La cantante interpretó la canción en la final de la séptima temporada de The Voice de Estados Unidos. El 15 de enero de 2015, la cantante interpretó una versión acústica de la pista, esto en el talk show The Tonight Show Starring Jimmy Fallon. «Lips Are Movin», hace parte de la lista de canciones interpretadas en la primera gira de conciertos de Trainor, That Bass Tour.

## Lista de canciones y formato
- Descarga digital[64]

1. «Lips Are Movin» — 3:01

- Sencillo en CD[22]

1. «Lips Are Movin» — 3:02
2. «Lips Are Movin» (instrumental) — 3:02

- Sencillo en CD — Best Buy[65]

1. «Lips Are Movin» — 3:03
2. «Lips Are Movin» (instrumental) — 3:03

## Listas de popularidad

### Semanales
| Alemania          | German Singles Chart         | 10  |
| Australia         | ARIA Singles Chart           | 3   |
| Austria           | Austrian Singles Chart       | 6   |
| Bélgica (Flandes) | Ultratop 50 Singles          | 33  |
| Bélgica (Valonia) | Ultratip Singles             | 3   |
| Canadá            | Canadian Hot 100             | 7   |
| Canadá            | Radio Airplay AC             | 5   |
| Canadá            | CHR/Top 40                   | 6   |
| Croacia           | Croatian Airplay Radio Chart | 3   |
| Dinamarca         | Danish Singles Chart         | 23  |
| Escocia           | Scottish Singles Chart       | 2   |
| Eslovaquia        | Rádio Top 100                | 4   |
| Eslovaquia        | Singles Digital Top 100      | 11  |
| España            | Spanish Singles Chart        | 2   |
| Estados Unidos    | Billboard Hot 100            | 4   |
| Estados Unidos    | Billboard Digital Songs      | 4   |
| Estados Unidos    | Streaming Songs              | 2   |
| Estados Unidos    | Radio Songs                  | 5   |
| Estados Unidos    | Pop Songs                    | 4   |
| Estados Unidos    | Latin Pop Songs              | 39  |
| Europa            | Euro Digital Songs           | 3   |
| Finlandia         | Suomen Radios lista          | 21  |
| Francia           | Les Charts Singles           | 154 |
| Hungría           | Rádios Top 40                | 2   |
| Hungría           | Single Track Top 40          | 18  |
| Irlanda           | Irish Singles Chart          | 5   |
| Japón             | Japan Hot 100                | 60  |
| México            | Top 20 Inglés                | 3   |
| México            | Airplay Singles Chart        | 12  |
| Noruega           | Norwegian Singles Chart      | 22  |
| Nueva Zelanda     | New Zealand Top 40           | 5   |
| Países Bajos      | Dutch Top 40                 | 10  |
| Países Bajos      | Holland Single Top 100       | 14  |
| Polonia           | Polish Airplay Top 20        | 3   |
| Reino Unido       | UK Singles Chart             | 2   |
| República Checa   | Rádio Top 100                | 3   |
| República Checa   | Singles Digital Top 100      | 7   |
| Sudáfrica         | EMA Airplay Chart            | 10  |
| Suecia            | Top 60 Singles               | 28  |
| Suiza             | Swiss Singles Top 75         | 18  |
| Venezuela         | Record Report                | 68  |
| Venezuela         | Top Anglo                    | 2   |
| Venezuela         | Pop General                  | 14  |

### Certificaciones
| País                                      | Organismo certificador                    | Certificación                             | Simbolización                             | Ventas certificadas | Ref.   |
| ----------------------------------------- | ----------------------------------------- | ----------------------------------------- | ----------------------------------------- | ------------------- | ------ |
| Alemania                                  | BVMI                                      | Oro                                       | ●                                         | 200 000             | [ 95 ] |
| Australia                                 | ARIA                                      | 3× Platino                                | 3▲                                        | 210 000             | [ 52 ] |
| Canadá                                    | CRIA                                      | 2× Platino                                | 2▲                                        | 160 000             | [ 34 ] |
| Dinamarca                                 | IFPI — Dinamarca                          | Oro                                       | ●                                         | 30 000              | [ 44 ] |
| España                                    | PROMUSICAE                                | Oro                                       | ●                                         | 20 000              | [ 43 ] |
| Estados Unidos                            | RIAA                                      | 4× Platino                                | 4▲                                        | 4 000               | [ 32 ] |
| Italia                                    | FIMI                                      | Oro                                       | ●                                         | 25 000              | [ 96 ] |
| Nueva Zelanda                             | RMNZ                                      | Platino                                   | ▲                                         | 15 000              | [ 54 ] |
| Reino Unido                               | BPI                                       | Oro                                       | ●                                         | 400 000             | [ 49 ] |
| Suecia                                    | GLF                                       | Oro                                       | ●                                         | 20 000              | [ 45 ] |
| Total de ventas certificadas en 10 países | Total de ventas certificadas en 10 países | Total de ventas certificadas en 10 países | Total de ventas certificadas en 10 países | 5 110 000           | —      |

### Anuales
| País           | Lista              | Mejor posición |      |      |      |      |      |
| 2014           | 2014               | 2014           | 2014 | 2014 | 2014 | 2014 | 2014 |
| -------------- | ------------------ | -------------- | ---- | ---- | ---- | ---- | ---- |
| Australia      | ARIA Singles Chart | 64             |      |      |      |      |      |
| 2015           |                    |                |      |      |      |      |      |
| Canadá         | Canadian Hot 100   | 34             |      |      |      |      |      |
| Estados Unidos | Billboard Hot 100  | 22             |      |      |      |      |      |
| Estados Unidos | Digital Songs      | 19             |      |      |      |      |      |
| Estados Unidos | Streaming Songs    | 37             |      |      |      |      |      |
| Estados Unidos | Radio Songs        | 28             |      |      |      |      |      |

## Créditos y personal
Grabación y mezcla
- Grabado en Carriage House, Nolensville, Tennessee
- Mezclado en The Mastering Palace, ciudad de Nueva York, Nueva York
- Publicación de Year Of The Dog Music (ASCAP), una división de Big Yellow Dog, LLC / Over-Thought Under-Appreciated Songs (ASCAP)

Personal
- Meghan Trainor: Voz, composición, producción ejecutiva, corista, percusión
- Kevin Kadish: Producción, composición, batería, programación, guitarra, bajo eléctrico, sonido, mezcla
- David Baron: Piano, bombardino barítono, saxofón, órgano Hammond
- David Kutch: Máster de grabación
- Compañía discográfica: Epic.

Fuentes: Notas del disco Title.

## Historial de lanzamientos
| País           | Fecha                 | Formato             | Ref.    |
| -------------- | --------------------- | ------------------- | ------- |
| Alemania       | 21 de octubre de 2014 | Descarga digital    | [ 2 ]   |
| Austria        | 21 de octubre de 2014 | Descarga digital    | [ 102 ] |
| Suiza          | 21 de octubre de 2014 | Descarga digital    | [ 103 ] |
| Estados Unidos | 21 de octubre de 2014 | Radio contemporánea | [ 15 ]  |
| Reino Unido    | 18 de enero de 2015   | Descarga digital    | [ 64 ]  |
| Alemania       | 13 de febrero de 2015 | Sencillo en CD      | [ 22 ]  |